# Oeganda op de Olympische Zomerspelen 2016
Oeganda nam deel aan de Olympische Zomerspelen 2016 in Rio de Janeiro, Brazilië. De selectie bestond uit 21 atleten, actief in drie verschillende olympische sporten. Het was de grootste olympische ploeg van Oeganda sinds de Olympische Zomerspelen 1988.
Atleet Stephen Kiprotich verdedigde op de marathon zijn in 2012 behaalde olympische titel, de enige medaille van Oeganda in de afgelopen vijf edities van de Spelen. Waar zijn landgeoot Munyo Solomon Mutai als achtste finishte, werd Kiprotich veertiende in de uitslag.

## Deelnemers en resultaten
(m) = mannen, (v) = vrouwen 

### Atletiek
| Olympiër (deelname)     | Onderdeel              | Resultaat | Prestatie                                                                      |
| ----------------------- | ---------------------- | --------- | ------------------------------------------------------------------------------ |
| Ronald Musagala         | 1500m (m)              | 11e       | serie 3: 4de in 3.38,45 halve finale 2: 5de in 3.40,37 finale: 11de in 3.51,68 |
| Joshua Kiprui Cheptegei | 5000 m (m)             | 8e        | serie 1: 4de in 13.25,70 finale: 8ste in 13.09,17                              |
| Jacob Kiplimo           | 5000 m (m)             | 26e       | serie 1: 11de in 13.40,40                                                      |
| Phillip Kipyeko         | 5000 m (m)             | 12e       | serie 2: 11de in 13.24,66                                                      |
| Joshua Kiprui Cheptegei | 10000 m (m)            | 6e        | 27.10,06                                                                       |
| Moses Kurong            | 10000 m (m)            | 22e       | 28.03,38                                                                       |
| Timothy Toroitich       | 10000 m (m)            | 23e       | 28.04,84                                                                       |
| Jacob Araptany          | 3000m steeplechase (m) | DNF       | serie 3: 2de in 8.21,53 finale: DNF                                            |
| Benjamin Kiplagat       | 3000m steeplechase (m) | 19e       | serie 1: 6de in 8.30,76                                                        |
| Jackson Kiprop          | marathon (m)           | 80e       | 2:22.09                                                                        |
| Stephen Kiprotich       | marathon (m)           | 14e       | 2:13.32                                                                        |
| Munyo Solomon Mutai     | marathon (m)           | 8e        | 2:11.49                                                                        |
|                         |                        |           |                                                                                |
| Halimah Nakaayi VS      | 800m (v)               | 17e       | serie 4: 5de in 1.59,78 halve finale 1: 6de in 2.00,63                         |
| Winnie Nanyondo         | 800m (v)               | 47e       | serie 5: 6de in 2.02,77                                                        |
| Juliet Chekwel          | 5000m (v)              | 17e       | serie 1: 9de in 15.29,07                                                       |
| Stella Chesang          | 5000m (v)              | 25e       | serie 2: 13de in 15.49,80                                                      |
| Juliet Chekwel          | 10000 m (v)            | DNF       | DNF                                                                            |
| Peruth Chemutai         | 3000m steeplechase (v) | 17e       | serie 1: 7de in 9.31,03                                                        |
| Nyakisi Adero           | marathon (v)           | 68e       | 2:42.39                                                                        |

### Boksen
| Olympiër (deelname) | Onderdeel | Resultaat | Prestatie                           |
| ------------------- | --------- | --------- | ----------------------------------- |
| Ronald Serugo       | –52kg (m) | 17e       | 1ste ronde: V van ARM Abgarjan: 1-2 |
| Kennedy Katende     | –81kg (m) | 17e       | 1ste ronde: V van GBR Buatsi: (tko) |

### Zwemmen
| Olympiër (deelname) | Onderdeel           | Resultaat | Prestatie                |
| ------------------- | ------------------- | --------- | ------------------------ |
| Joshua Tibatemwa VO | 50m vrije slag (m)  | 64e       | serie 4: 6de in 25,98    |
|                     |                     |           |                          |
| Jamila Lunkuse      | 100m schoolslag (v) | 40e       | serie 2: 8ste in 1.19,64 |

Afghanistan · Albanië · Algerije · Amerikaanse Maagdeneilanden · Amerikaans-Samoa · Andorra · Angola · Antigua en Barbuda · Argentinië · Armenië · Aruba · Australië · Azerbeidzjan · Bahama's · Bahrein · Bangladesh · Barbados · België · Belize · Benin · Bermuda · Bhutan · Bolivia · Bosnië en Herzegovina · Botswana · Brazilië · Britse Maagdeneilanden · Brunei · Bulgarije · Burkina Faso · Burundi · Cambodja · Canada · Centraal-Afrikaanse Republiek · Chili · China · Chinees Taipei · Colombia · Comoren · Congo-Brazzaville · Congo-Kinshasa · Cookeilanden · Costa Rica · Cuba · Cyprus · Denemarken · Djibouti · Dominica · Dominicaanse Republiek · Duitsland · Ecuador · Egypte · El Salvador · Equatoriaal-Guinea · Eritrea · Estland · Ethiopië · Fiji · Filipijnen · Finland · Frankrijk · Gabon · Gambia · Georgië · Ghana · Grenada · Griekenland · Groot-Brittannië · Guam · Guatemala · Guinee · Guinee‑Bissau · Guyana · Haïti · Honduras · Hongarije · Hongkong · Ierland · IJsland · India · Indonesië · Irak · Iran · Israël · Italië · Ivoorkust · Jamaica · Japan · Jemen · Jordanië · Kaaimaneilanden · Kaapverdië · Kameroen · Kazachstan · Kenia · Kirgizië · Kiribati · Kosovo · Kroatië · Laos · Lesotho · Letland · Libanon · Liberia · Libië · Liechtenstein · Litouwen · Luxemburg · Macedonië · Madagaskar · Malawi · Malediven · Maleisië · Mali · Malta · Marshalleilanden · Marokko · Mauritanië · Mauritius · Mexico · Micronesië · Moldavië · Monaco · Mongolië · Montenegro · Mozambique · Myanmar · Namibië · Nauru · Nederland · Nepal · Nicaragua · Nieuw-Zeeland · Niger · Nigeria · Noord-Korea · Noorwegen · Oeganda · Oekraïne · Oezbekistan · Oman · Oostenrijk · Oost-Timor · Pakistan · Palau · Palestina · Panama · Papoea-Nieuw-Guinea · Paraguay · Peru · Polen · Portugal · Puerto Rico · Qatar · Roemenië · Rusland · Rwanda · Saint Kitts en Nevis · Saint Lucia · Saint Vincent en Grenadines · Salomonseilanden · Samoa · San Marino · Sao Tomé en Principe · Saoedi-Arabië · Senegal · Servië · Seychellen · Sierra Leone · Singapore · Slovenië · Slowakije · Soedan · Somalië · Spanje · Sri Lanka · Suriname · Swaziland · Syrië · Tadzjikistan · Tanzania · Thailand · Togo · Tonga · Trinidad en Tobago · Tsjaad · Tsjechië · Tunesië · Turkije · Turkmenistan · Tuvalu · Uruguay · Vanuatu · Venezuela · Verenigde Arabische Emiraten · Verenigde Staten · Vietnam · Wit-Rusland · Zambia · Zimbabwe · Zuid-Afrika · Zuid-Korea · Zuid-Soedan · Zweden · Zwitserland
Individuele Olympische Atleten · Olympisch vluchtelingenteam